# Scierie Prout
Pour les articles homonymes, voir Prout.
La scierie Prout est une ancienne scierie, située à Alençon, en France.

## Localisation
Le monument est situé 4 à 22 route d'Ancinnes, sur la commune d'Alençon, dans le département français de l'Orne.

## Historique
La scierie est créée vers 1874.
La cheminée de l'usine est datée 1889. La première machine à vapeur est remplacée dans les années 1920.
L'usine est désaffectée après la Seconde Guerre mondiale et restaurée par une entreprise qui occupe les locaux.
La machine à vapeur, comprenant le générateur-alternateur, le moteur Modaac-Krupp, le tableau électrique, la chaudière et ses équipements, ainsi que le bâtiment qui l'abrite et la cheminée sont inscrits au titre des monuments historiques par arrêté du 15 novembre 1995.